# 亚居拉和百基拉
亚居拉和百基拉，天主教译为阿桂拉和普黎史拉，是《新约圣经》中记载的第一世纪的犹太人基督徒夫妇，在新约圣经中共出现了6次，其中4次妻子百基拉的名字放在前面。他们住在以弗所，以制造帐棚为业，并成为使徒保罗的同工，在以弗所宣扬耶稣基督。他们也坚固了当时一位有力的传道者亚波罗的信仰。

## 相关圣经章节
1. 《使徒行傳》第18章第2节至第3节参：遇见一位犹太人，名叫亚居拉，他按籍贯是本都人；因为革老丢曾命令犹太人都离开罗马，所以新近带着妻子百基拉从意大利来，保罗就到他们那里去。他们本是以制造帐棚为业的，保罗因与他们同业，就和他们同住作工。
2. 《使徒行傳》第18章第18节参：保罗又住了许多日，就辞别了弟兄，坐船往叙利亚去，百基拉、亚居拉和他同去。
3. 《使徒行傳》第18章第19节参：到了以弗所，保罗就把他们留在那里，自己进了会堂，和犹太人辩论。
4. 《使徒行傳》第18章第26节参：他在会堂里放胆讲论起来，百基拉和亚居拉听见，就接他来，将上帝的道路给他讲解得更加详确。
5. 《羅馬書》第16章第3节至第4节参：问我在基督耶稣里的同工，百基拉和亚居拉安；他们为我的性命，将自己的颈项置于度外，不但我感谢他们，就是外邦的众教会也感谢他们。
6. 《哥林多前書》第16章第19节参：亚西亚的众教会问你们安。亚居拉和百基拉，并在他们家中的教会，在主里多多的问你们安。
7. 《提摩太後書》第4章第19节参：问百基拉、亚居拉、和阿尼色弗一家的人安。

亚居拉和百基拉是罗马城中耶稣基督最早的宣扬者之一。
根据《使徒行傳》第18章第2节至第3节参，亚居拉和百基拉和保罗一样，以制造帐棚为业。49年，亚居拉和百基拉和其他犹太人被罗马皇帝克劳狄一世驱逐出罗马城。他们在希腊的哥林多安顿下来。保罗曾经和他们同住了大约18个月，然后他们夫妇和保罗出发前往叙利亚，但是在以弗所（今土耳其）逗留了下来。
在《使徒行傳》第18章第24节至第28节参，在以弗所有一位有力的传道者亚波罗，很有口才，在圣经上很有能力而且灵里火热，能将耶稣的事详确的讲论教训人，但是他只知道约翰的浸。他在犹太会堂里放胆讲论，百基拉和亚居拉知道以后，就将他接来，向他更加精确地讲解上帝的道路。因此，亚居拉和百基拉夫妇是保罗之后最早的基督教神学教师。
在《哥林多前書》第16章第19节参，保罗代表他的同工亚居拉和百基拉问候他们在哥林多教会的朋友。大约在51年，亚居拉和百基拉协助保罗建立了在哥林多的教会；保罗在哥林多建立教會和傳道。